# Włodarz
Włodarz (deutsch: Wolfsberg) ist ein Ort mit ehemaligem Arbeitslager in der Woiwodschaft Niederschlesien in Polen. Er liegt im Eulengebirge circa zwölf Kilometer südöstlich von Wałbrzych (Waldenburg) beim 808 m hohen Wolfsberg.

## Geschichte

### 1938 bis 1945
Zur Zeit des Zweiten Weltkrieges gehörte ein Teil von Wolfsberg zum Komplex Riese, einem Außenlager des KZ Groß-Rosen, welches für die Organisation Todt eingerichtet wurde. Wolfsberg (westlich von Wüstewaltersdorf und südlich von Hausdorf) war das größte Lager des Projekts Riese. Hier waren circa 3.000 meist jüdische Häftlinge untergebracht. Diese wurden in erster Linie zum Stollenbau eingesetzt. Die Häftlinge waren in Baracken untergebracht, die am Fuße des Wlodarz (Wolfsberg) lagen. Überreste der Fundamente kann man noch heute an dieser Stelle in einem kleinen Waldstück finden.
Folgende Firmen waren in den Ausbau dieses Teiles des Komplexes Riese involviert: Lamm, Stohl & Butzer, Ackermann, Dübner, Geppardt, Hotze, Hutto, Jank, Kemna Bau, Otto Weil und die Vereinigten Deutschen Metallwerke.
Im Arbeitslager Wolfsberg wurden insgesamt 612 Todesfälle gezählt. 1945 wurde das Lager noch vor dem Einmarsch der Roten Armee geräumt.

### Nach 1945
1945 fiel Wolfsberg wie fast ganz Schlesien an Polen und wurde in Włodarz umbenannt. Die deutsche Bevölkerung wurde vertrieben. Die neuen Bewohner des Ortes waren fortan unter anderem polnische Heimatvertriebene aus Ostpolen.